# Воробьиный венилиорнис
Воробьиный венилиорнис (лат. Veniliornis passerinus) — вид птиц из семейства дятловых. Выделяют девять подвидов.

## Распространение
Обитают в Южной Америке к востоку от Анд. Довольно обычный вид в пределах своего ареала.

## Описание
Длина тела 14—15 см. Вес 24—37 г. В отличие от других сравнимых по размерам членов рода Veniliornis, у представителей этого вида отсутствует контрастирующая жёлтая задняя поверхность шеи.

## Биология
Питаются муравьями, термитами, жуками и их личинками, а также другими насекомыми. Копуляцию наблюдали в Колумбии в феврале.
МСОП присвоил виду охранный статус LC.